# 1988년 동계 올림픽 모나코 선수단
1988년 동계 올림픽 모나코 선수단은 캐나다 캘거리에서 개최된 1988년 동계 올림픽에 참가한 올림픽 모나코 선수단이다. 총 세 명의 선수가 봅슬레이와 알파인스키 종목에 출전하였으나 메달권에는 들지 못했다.

## 봅슬레이
| 선수                        | 종목       | 기록       | 순위 |
| --------------------------- | ---------- | ---------- | ---- |
| 알베르 그리말디 질베르 베시 | 남자 2인승 | 4:02.47    | 25   |
| 다비드 토마티스             | 남자 2인승 | 참가 안 함 |      |

## 알파인스키

### 남자
| 선수            | 종목            | 기록    | 순위 |
| --------------- | --------------- | ------- | ---- |
| 파브리스 노타리 | 남자 대회전     | 2:52.15 | 64   |
| 파브리스 노타리 | 남자 슈퍼대회전 | 2:11.73 | 54   |

## 참조
- 올림픽 공식 리포트 보관됨 2012-02-04 - 웨이백 머신